# Khurrianwala
Khurrianwala ou Khurian Wala (en ourdou : كهُرڑياں والا) est une ville pakistanaise située dans le district de Faisalabad, dans la province du Pendjab. Elle est située dans la banlieue de Faisalabad, troisième plus grande ville du pays.
La population de la ville a été multipliée par plus de deux entre 1998 et 2017 selon les recensements officiels, passant de 30 012 habitants à 75 876, soit une croissance annuelle moyenne de 5 %, largement supérieure à la moyenne nationale de 2,4 %. Selon le recensement de 2023, la population de la ville monte à 96 743 habitants.